# Atrapamiento con miel

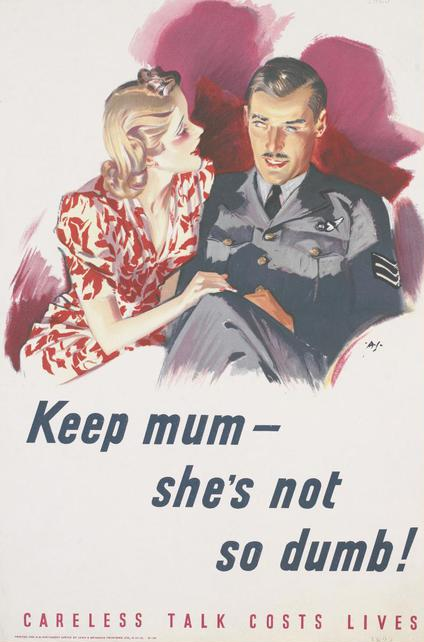
Careless Talk Costs Lives cartel de la Segunda Guerra Mundial, que muestra a una atractiva mujer hablando con un sargento de la Real Fuerza Aérea; la mujer puede ser una espía.

El Atrapamiento con miel o La trampa de miel (en inglés Honey trapping) es una práctica que implica el uso de relaciones románticas o sexuales con fines interpersonales, políticos (incluido el espionaje estatal) o monetarios. La trampa de miel o trampa implica hacer contacto con un individuo que tiene información o recursos requeridos por un grupo o individuo; el trampero luego buscará atraer a la víctima a una relación falsa (que puede o no incluir una participación física real) en la que puede obtener información o influenciar sobre la víctima.
El término "trampa de miel" también se utiliza cuando se utilizan sitios de citas para acceder a una víctima.
Las esposas, los maridos y otras parejas suelen contratar a investigadores privados para crear un "fraude" cuando se sospecha que el "objetivo" o sujeto de la investigación tiene una relación romántica ilícita. Ocasionalmente, el término puede usarse para la práctica de crear una aventura con el propósito de tomar fotos incriminatorias para usarlas en chantaje. Una trampa de miel se usa principalmente para recolectar evidencia sobre el sujeto de la trampa de miel. La trampa de miel también se utiliza para hacer que un nuevo usuario se vuelva adicto a las drogas ilegales y también para el contrabando de drogas.

## Espionaje
La trampa de miel tiene una larga historia de uso en espionaje.
Durante la Guerra Fría, la KGB de la URSS utilizó agentes femeninas llamadas "chicas Mozhno" o "Mozhnos" para espiar a funcionarios extranjeros seduciéndolos. El nombre Mozhno proviene de la palabra rusa "mozhno", que significa "está permitido", ya que a estos agentes se les permitía violar las regulaciones que restringían el contacto ruso con extranjeros.
En 2009, el británico MI5 distribuyó un documento de 14 páginas a cientos de bancos, empresas e instituciones financieras británicas, titulado "La amenaza del espionaje chino". En él se describía un amplio esfuerzo chino para chantajear a empresarios occidentales a través de relaciones sexuales. El documento advierte explícitamente que los servicios de inteligencia chinos están tratando de cultivar "relaciones a largo plazo" y se sabe que "explotan vulnerabilidades como las relaciones sexuales... para presionar a las personas a cooperar con ellos". 